# Yakima (ville)
Pour les articles homonymes, voir Yakima.
Yakima est une ville américaine, siège du comté de Yakima, dans l'État de Washington.
Le nom de la ville provient du peuple amérindien des Yakamas, dont la réserve s'étend au sud et au sud-est de la ville.
La population de la ville était en 2006 de 71 845 habitants sur une surface de 53,4 km2. L'aire métropolitaine associée à la ville comportait alors 229 094 habitants.

## Histoire
Les premiers habitants de la région font partie du peuple amérindien des Yakamas. En 1805, l'expédition Lewis et Clark explore la région et y découvre une terre riche. Une mission catholique est créée à Ahtanum au sud-ouest de Yakima en 1847. L'arrivée de colons entraina des conflits avec la population amérindienne locale et une guerre éclata entre 1855 et 1858. Un fort (Fort Simcoe) fut construit en 1856 près de Toppenish pour défendre les colons. Les Yakamas vaincus en 1858 furent contraints de s'installer dans une réserve. En 1884, la ville a été entièrement déplacée pour se retrouver sur la ligne de chemin de fer, elle a été ensuite incorporée en 1886 sous le nom de North Yakima puis son nom a été changé en Yakima en 1918. Union Gap est le nom actuel de la ville qui se trouvait à l'emplacement de la ville déplacée en 1884.
Le Yakima Training Center de l'armée américaine est une zone de 132 000 ha essentiellement utilisée pour l'entraînement de l'artillerie. Elle abrite également la Yakima Research Station, station d'écoute électronique qui fait partie du réseau Echelon d'interception des communications (renseignement d'origine électromagnétique).

## Géographie
Yakima se trouve au sud de l'État de Washington, au confluent des rivières Yakima et Naches, dans une région connue pour sa production de pommes et de houblons.

### Climat
| Mois                                  | jan.     | fév.     | mars     | avril   | mai     | juin    | jui.    | août    | sep.    | oct.     | nov.     | déc.     | année    |
| ------------------------------------- | -------- | -------- | -------- | ------- | ------- | ------- | ------- | ------- | ------- | -------- | -------- | -------- | -------- |
| Température minimale moyenne (°C)     | −4,4     | −3,3     | −1       | 1,8     | 6,4     | 9,7     | 12,8    | 11,8    | 7,2     | 1,8      | −2,7     | −4,9     | 2,9      |
| Température moyenne (°C)              | −0,2     | 2,6      | 6,3      | 9,9     | 14,9    | 18,4    | 22,4    | 21,6    | 16,8    | 9,9      | 3,3      | −0,8     | 10,4     |
| Température maximale moyenne (°C)     | 4,2      | 8,4      | 13,7     | 18,2    | 23,4    | 27,1    | 32,2    | 31,4    | 26,3    | 18       | 9,4      | 3,4      | 17,9     |
| Record de froid (°C) date du record   | −29 1950 | −32 1950 | −18 1960 | −8 2008 | −4 1999 | −1 1984 | 1 1971  | 2 1960  | −4 1985 | −16 2002 | −25 1985 | −27 1964 | −32 1950 |
| Record de chaleur (°C) date du record | 20 1977  | 21 2018  | 27 2015  | 33 1977 | 39 1986 | 45 2021 | 43 2006 | 43 1971 | 38 1988 | 33 2014  | 23 1989  | 19 1980  | 45 2021  |
| Ensoleillement (h)                    | 64       | 113      | 186      | 210     | 279     | 300     | 341     | 310     | 240     | 186      | 60       | 62       | 2 351    |
| Précipitations (mm)                   | 30,2     | 20,6     | 16,3     | 14      | 18,8    | 12,7    | 5,1     | 5,3     | 5,8     | 16,3     | 21,8     | 36,6     | 203,5    |
| dont neige (cm)                       | 15,7     | 6,9      | 1,5      | 0       | 0       | 0       | 0       | 0       | 0       | 0,3      | 7,6      | 19,6     | 51,6     |
| Nombre de jours avec précipitations   | 9,4      | 7,5      | 6,4      | 5,8     | 6,2     | 5,2     | 2,4     | 2,3     | 3,2     | 4,7      | 8,6      | 10,1     | 71,8     |
| Nombre de jours avec neige            | 4,3      | 2,2      | 0,7      | 0,1     | 0       | 0       | 0       | 0       | 0       | 0,1      | 1,8      | 6,2      | 15,4     |

| Diagramme climatique                                  |             |            |           |             |             |             |             |            |           |             |             |
| J                                                     | F           | M          | A         | M           | J           | J           | A           | S          | O         | N           | D           |
| 4,2−4,430,2                                           | 8,4−3,320,6 | 13,7−116,3 | 18,21,814 | 23,46,418,8 | 27,19,712,7 | 32,212,85,1 | 31,411,85,3 | 26,37,25,8 | 181,816,3 | 9,4−2,721,8 | 3,4−4,936,6 |
| Moyennes : • Temp. maxi et mini °C • Précipitation mm |             |            |           |             |             |             |             |            |           |             |             |

## Personnalités liées à la ville
- Damon Huard, joueur de football américain, est né à Yakima ;
- Robert E. Lucas, économiste, est né à Yakima ;
- Kyle MacLachlan, acteur, est né à Yakima ;
- Steve Mahre, skieur alpin, est né à Yakima ;
- Yakima Canutt, cascadeur, qui doit son surnom à une confusion avec des habitants de Yakima ;
- Raymond Carver, écrivain, a grandi à Yakima ;
- Jim Rohn, entrepreneur et écrivain, est né à Yakima ;
- MarJon Beauchamp, basketteur NBA, est né à Yakima ;
- Catherine Dean May (1914-2004), femme politique, est née et a travaillé à Yakima ;
- Cooper Kupp, joueur de football américain MVP du Superbowl LVI, est né à Yakima.